# Chórnoye Znamia
Chórnoye Znamia (en ruso: Чёрное знамя, traducido como «La Bandera Negra»), cuyos miembros eran denominados chernoznamiontsy (чернознамёнцы; singular: chernoznamionets, чернознамёнец), fue una organización anarcocomunista rusa. Surgió en 1903 como una federación de cuadros. Tomó su nombre de la bandera negra, cuyo uso como símbolo del anarquismo en Rusia coincidió con su fundación.

## Composición
Chórnoye Znamia, la agrupación más grande de terroristas anarquistas en el Imperio ruso, atrajo a sus seguidores más fuertes en las provincias occidentales y del sur en la frontera del Imperio, incluidos casi todos los anarquistas en Białystok. Sus filas incluían principalmente estudiantes, trabajadores de fábricas y artesanos, aunque también había campesinos, trabajadores desempleados, vagabundos y autoproclamados superhombres nietzscheanos. Étnicamente, predominaban los judíos y muchos miembros eran de nacionalidad ucraniana, polaca y rusa.  La edad típica era de diecinueve o veinte años, y algunos de los adherentes más activos tenían apenas quince años.

## Tácticas e ideología
Con una historia marcada, en palabras del historiador Paul Avrich, por "un fanatismo temerario y una violencia ininterrumpida", los chernoznamiontsy fueron el primer grupo anarquista con una política deliberada de terror contra el orden establecido. Vieron un mérito en cada acto de propaganda por el hecho, sin importar cuán destemplado y sin sentido le pareciera al público, como evocando el ansia de venganza de la clase baja contra sus torturadores. Junto con la igualmente fanática Beznachalie ("Sin autoridad"), Chernoe Znamia era la organización anarcocomunista más conspicua de Rusia.